# Tolimidona
Tolimidona, quimicamente 5-(3-metilfenoxi)pirimidin-2(1H)-ona, é um composto que inibe a secreção ácida em modelos animais e também atua como um broncodilatador em animais afetados pela aplicação de histamina.

## Síntese
Parte-se do meta-cresol: